# Велес-де-Бенаудалья
Велес-де-Бенаудалья (ісп. Vélez de Benaudalla) — муніципалітет в Іспанії, у складі автономної спільноти Андалусія, у провінції Гранада. Населення — 2928 осіб (2010).
Муніципалітет розташований на відстані близько 400 км на південь від Мадрида, 38 км на південь від Гранади.
На території муніципалітету розташовані такі населені пункти: (дані про населення за 2010 рік)
- Ла-Горгорача: 85 осіб
- Лагос: 27 осіб
- Велес-де-Бенаудалья: 2816 осіб

## Демографія
Динаміка населення (INE ):

## Галерея зображень

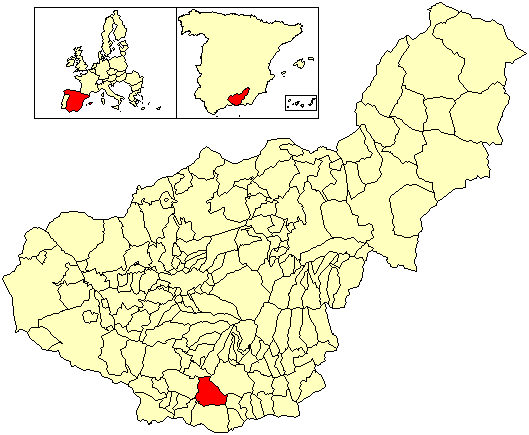
Розташування муніципалітету у провінції Гранада